# Chez la sorcière
 (juillet 2025).
Pour plus de détails, voir Fiche technique et Distribution.
Chez la sorcière est un français réalisé par Georges Méliès, sorti en 1901, au début du cinéma muet.

## Synopsis
Un gentilhomme se présente chez une sorcière, et lui remet une bourse pleine de pièces. En échange, il lui demande de lui donner une compagne. Après avoir versé un liquide dans une grande marmite, et après quelques incantations, une flamme surgit, et d'un nuage de fumée, apparaît une jolie jeune femme qui se multiplie jusque 5 jeunes femmes. Le gentilhomme en choisi une, et la sorcière fait disparaître les autres. Pendant que l'homme fait la court à la belle, la sorcière quitte la scène. A la grande surprise de l'homme, la jeune femme s’évanouit pour laisser place à la sorcière. L'homme furieux veux frapper la vieille, mais celle-ci le transforme en âne, puis grimpe sur son dos et le chasse à coup de bâton.